# Kiria Tikanah Abdul Rahman
Kiria Tikanah Abdul Rahman (en chinois traditionnel : 可麗雅 蒂卡娜 ; née le 25 juin 2000) est une escrimeuse singapourienne spécialisée dans l'épée. Elle participe aux Jeux olympiques d'été de 2020 à Tokyo.

## Biographie
Kiria Tikanah débute l'escrime à huit ans au United Square de Singapour. Elle rejoint son premier club, le Blade Fencing Club, à dix ans. Après deux ans au fleuret, elle décide de se tourner vers l'épée qui lui semble être une arme plus adaptée à son caractère.
Elle rejoint l'équipe nationale singapourienne à treize ou quatorze ans après avoir participé à plusieurs compétitions d'échelles nationale et internationale. Avec son école, la Crescent Girls' School (en), elle participe à plusieurs compétitions inter-établissements d'envergure nationale durant lesquelles elle se retrouve à deux années consécutives sur le podium,.
Elle est actuellement en deuxième année de son premier cycle en chimie à l'université nationale de Singapour (NUS).

### Carrière
En cadet, elle remporte les championnats organisés par la fédération d'escrime du Commonwealth de 2015 au Cap en individuel. Elle remporte également plusieurs médailles de bronze aux championnats d'Asie avant de passer dans la catégorie sénior, notamment à Abou Dabi en 2015 (équipe cadet), à Manama en 2016 (équipe cadet, individuel junior) ou encore à Korat en 2017 (équipe cadet).
Lors de sa première coupe du monde, elle décroche le bronze à l'occasion d'un tournoi satellite en Turquie.
Au niveau régional, sa première victoire en sénior remonte à 2019 lors des Jeux d'Asie du Sud-Est. Elle est sacrée vice-championne par équipes puis championne en individuel. En remportant cette dernière épreuve, elle remporte la première médaille d'or de son pays dans une épreuve d'épée depuis le titre de Choy Fong Leng en 1989.
En avril 2020, elle se qualifie pour les Jeux olympiques de Tokyo lors des tournois de qualification Asie-Océanie en Ouzbékistan. Elle remporte tous ses matchs, d'abord contre Hanniel Abella, puis Paria Mahrokh (15-10), Korawan Thanee (15-12) et finalement Ulyana Balaganskaya (15-13). Il s'agit de la deuxième escrimeuse singapourienne à se qualifier pour cet évènement, juste après sa compatriote Amita Berthier. Malgré un classement international assez bas (207e) comparé à celui des autres épéistes qualifiées pour l'évènement, elle parvient tout de même à atteindre le tableau de 32 après avoir vaincu Coco Lin (15-11). Elle s'incline face à Ana Maria Popescu, la no 1 mondiale (10-15).

## Palmarès

### Sénior
- Coupe du monde
  -  Médaille de bronze au tournoi satellite d'Antalya sur la saison 2016-2017[9]
- Jeux d'Asie du Sud-Est
  -  Médaille d'or en individuel aux Jeux d'Asie du Sud-Est de 2019 à Pasay[10]
  -  Médaille de bronze par équipes aux Jeux d'Asie du Sud-Est de 2019 à Pasay[10]

### Cadet et junior
- Championnats d'Asie
  -  Médaille de bronze par équipes aux championnats cadets d'Asie 2015 à Abou Dabi
  -  Médaille de bronze par équipes aux championnats cadets d'Asie 2016 à Manama
  -  Médaille de bronze en individuel aux championnats juniors d'Asie 2016 à Manama[7]
  -  Médaille de bronze par équipes aux championnats cadets d'Asie 2017 à Korat[8]

## Classement en fin de saison
| Année | 2017 | 2018 | 2019 | 2020 | 2021 | 2022 |
| ----- | ---- | ---- | ---- | ---- | ---- | ---- |
| Rang  | 134  | 231  | 216  | 192  | 85   | 123  |